# FreeMarker
FreeMarker je šablonovací systém pro Javu. Je navržen s ohledem na čistotu návrhu podle vzoru MVC. Používá se především pro pohled (view) v prostředí Java Servlets, ale může být použit pro generování textů v libovolném prostředí – např. generování statických webových stránek, konfiguračních souborů, e-mailů…
FreeMarker na rozdíl od JavaServer Pages neumožňuje přímé vkládání Java kódu do šablon a šablony jsou interpretovány až za běhu (nejsou předkompilovány do Java bajtkódu). FreeMarker umožňuje automatický výběr šablony podle zvoleného jazyka – např. při požadavku na stránku index.ftl pro jazyk cs_CZ se postupně hledají šablony index_cs_CZ.ftl, index_cs.ftl a index.ftl. FreeMarker rovněž umožňuje používat jakýsi systém dědičnosti šablon. Např. v následující struktuře souborů se při vložení (include) obsahu souboru */menu.ftl do souborů /index.ftl a /aktuality.index.ftl vloží soubor /menu.ftl, do souboru /e-shop/index.ftl se ale vloží /e-shop/menu.ftl:
```
/index.ftl
/menu.ftl
/aktuality/index.ftl
/aktuality/menu.ftl
/e-shop/index.ftl
/e-shop/menu.ftl
```

Ve FreeMarkeru lze vytvářet knihovny šablon, které je následně možné naimportovat do jiné šablony. Při importu je určen jmenný prostor knihovny, takže při importu více knihoven s prvky se shodnými názvy nedochází ke konfliktu jmen.

## Příklad
Šablona ve FreeMarkeru:
```
<html>

<body>

<h1>
Ahoj
 
světe!
</h1>

<p>
Tito
 
${lide?size}
 
lidé
 
zdraví
 
svět:
</p>

<ul>

[#list
 
lide
 
as
 
osoba]

 
<li>
${osoba.jmeno}
 
${osoba.prijmeni}
 
(${osoba.vek}
 
let)
 
z
 
obce
 
${osoba.obec}
</li>

[/#list]

</ul>

</body>

</html>

```

Model – Java objekty:
```
public
 
class
 
Osoba
 
{

 
public
 
Osoba
(
String
 
jmeno
,
 
String
 
prijmeni
,
 
int
 
vek
,
 
String
 
obec
)

 
public
 
String
 
getJmeno
()
 
{
 
…
 
}

 
public
 
String
 
getPrijmeni
()
 
{
 
…
 
}

 
public
 
int
 
getVek
()
 
{
 
…
 
}

 
public
 
String
 
getObec
()
 
{
 
…
 
}

}

List
<
Osoba
>
 
osoby
 
=
 
new
 
LinkedList
<
osoba
>
();

osoby
.
add
(
new
 
Osoba
(
"Marie"
,
 
"Černá"
,
 
32
,
 
"Ostrava"
));

osoby
.
add
(
new
 
Osoba
(
"František"
,
 
"Novák"
,
 
54
,
 
"Brno"
));

osoby
.
add
(
new
 
Osoba
(
"Natálie"
,
 
"Zajícová"
,
 
72
,
 
"České Budějovice"
));

Map
<
String
,
 
Object
>
 
root
 
=
 
new
 
HashMap
<
String
,
 
Object
>
();

root
.
put
(
"lide"
,
 
osoby
);

//root je předáno FreeMarkeru jako datový model

```

Po spojení šablony a datového modelu je vygenerován výstup:
```
<html>

<body>

<h1>
Ahoj
 
světe!
</h1>

<p>
Tito
 
3
 
lidé
 
zdraví
 
svět:
</p>

<ul>

 
<li>
Marie
 
Černá
 
(32
 
let)
 
z
 
obce
 
Ostrava
</li>

 
<li>
František
 
Novák
 
(54
 
let)
 
z
 
obce
 
Brno
</li>

 
<li>
Natálie
 
Zajícová
 
(72
 
let)
 
z
 
obce
 
České
 
Budějovice
</li>

</ul>

</body>

</html>

```

## Datový model - Java
Datový model pro šablonu FreeMarkeru může obsahovat tři typy objektů – skalár (text, číslo, datum a čas, logická hodnota), sekvenci (seřazený seznam objektů) nebo mapu (klíče a odpovídající hodnoty). Skaláry je možné přímo vypisovat do výstupu, případně je formátovat (získat část řetězce, formátovat datum a čas nebo číslo). Sekvenci je možné procházet pomocí příkazu [#list seznam as položka]…[/#list]. Mapy je možné procházet pomocí tečkové notace mapa.klíč. FreeMarker poskytuje mapování ze standardních Javovských objektů (řetězce, čísla, logické hodnoty, datum a čas) na skaláry, kolekce mapuje na sekvence a mapy a JavaBeany mapuje na mapy – názvy vlastností (properties) JavaBeanu jsou mapovány
jako klíče mapy. Toto mapování může programátor předefinovat a přidat mapování vlastních objektů – takto je např. ve FreemarkerServletu mapován kontext atributů HTTP požadavku, HTTP session a aplikace (servlet kontextu) mapován na mapu Freemarkeru. Jako datový model šablony se Freemarkeru předává mapa objektů.

## Šablony
Šablony FreeMarkeru umožňují vypisovat a formátovat skalární hodnoty (pomocí konstrukce ${skalár}). Dále mohou obsahovat podmíněné příkazy, příkaz pro procházení sekvence, vytváření maker (opakujících se částí šablony), importovat knihovny maker z jiných souborů a vkládat jiné šablony. Do šablon není možné psát Java kód, příkazy šablon jsou orientovány pouze na prezentační logiku.

## Použití v prostředí Java servletů
Při použití v prostředí Java servletů je možné používat knihovny tagů pro JSP (taglibs). Freemarker také poskytuje rozšiřitelný FreemarkerServlet, který je možné namapovat například na vzor *.ftl. Všechny soubory s koncovkou .ftl jsou pak zpracovány jako FreeMarker šablony, jako datový model je jim předán sloučený kontext HTTP požadavku, session a aplikace – zadané jméno (např. ${osoba}) se postupně hledá jako atribut v HttpServletRequest, HttpSession a ServletContext. Díky tomu je možné použít FreeMarker jako hotovou knihovnu (bez dalšího rozšiřování), v servletu naplnit potřebné hodnoty (model) do atributů požadavku, session nebo aplikace a následně požadavek předat na soubor s koncovkou .ftl.

### Příklad
Šablonu z předchozího příkladu uložíme jako soubor /lide.ftl v kořenovém adresáři webové aplikace. Ve web.xml nakonfigurujeme FreemarkerServlet pro zpracování souborů s příponou .ftl:
```
<web-app
 
metadata-complete=
"false"
 
version=
"2.5"
 
xmlns=
"http://java.sun.com/xml/ns/javaee"
 
xmlns:xsi=
"http://www.w3.org/2001/XMLSchema-instance"
 
xsi:schemaLocation=
"http://java.sun.com/xml/ns/javaee http://java.sun.com/xml/ns/javaee/web-app_2_5.xsd"
>

 
<servlet>

 
<servlet-name>
Freemarker
</servlet-name>

 
<servlet-class>
freemarker.ext.servlet.FreemarkerServlet
</servlet-class>

 
<init-param>

 
<param-name>
TemplatePath
</param-name>

 
<param-value>
/
</param-value>

 
</init-param>

 
<init-param>

 
<param-name>
ContentType
</param-name>

 
<param-value>
text/html
</param-value>

 
</init-param>

 
<!-- FreeMarker settings: -->

 
<init-param>

 
<param-name>
auto_import
</param-name>

 
<param-value>
*/freemarker/common.ftl
 
as
 
c
</param-value>

 
</init-param>

 
<init-param>

 
<param-name>
tag_syntax
</param-name>

 
<param-value>
square_bracket
</param-value>

 
</init-param>

 
<init-param>

 
<param-name>
template_update_delay
</param-name>

 
<param-value>
0
</param-value>
<!-- 0 is for development only! Use higher value otherwise. -->

 
</init-param>

 
<init-param>

 
<param-name>
default_encoding
</param-name>

 
<param-value>
UTF-8
</param-value>

 
</init-param>

 
<load-on-startup>
1
</load-on-startup>

 
</servlet>

 
<servlet-mapping>

 
<servlet-name>
Freemarker
</servlet-name>

 
<url-pattern>
*.ftl
</url-pattern>

 
</servlet-mapping>

</web-app>

```

Řídící servlet:
```
…

public
 
void
 
doGet
(
HttpServletRequest
 
request
,
 
HttpServletResponse
 
response
)
 
throws
 
IOexception
,
 
ServletException
 
{

 
List
<
Osoba
>
 
osoby
 
=
 
new
 
LinkedList
<
osoba
>
();

 
osoby
.
add
(
new
 
Osoba
(
"Marie"
,
 
"Černá"
,
 
32
,
 
"Ostrava"
));

 
osoby
.
add
(
new
 
Osoba
(
"František"
,
 
"Novák"
,
 
54
,
 
"Brno"
));

 
osoby
.
add
(
new
 
Osoba
(
"Natálie"
,
 
"Zajícová"
,
 
72
,
 
"České Budějovice"
));

 
request
.
setAttribute
(
"lide"
,
 
osoby
);

 
request
.
getServletContext
().
getRequestDispatcher
(
"/lide.ftl"
).
forward
();

}

…

```

Požadavek na tento servlet vygeneruje stejný výstup, jako úvodní příklad.